# Stålhuva
Stålhuva est une île norvégienne du comté de Hordaland appartenant administrativement à Bømlo.

## Description
Rocheuse et désertique, à fleur d'eau, elle s'étend sur environ 112 m de longueur pour une largeur approximative de 60 m. Il y a sur l'île un émetteur-relais de télécommunication.